# Constructivisme (politique)
Pour les articles homonymes, voir Constructivisme.
Le constructivisme ou rationalisme constructiviste est une attitude politique – définie et dénoncée par des libéraux – qui proclame que les choix publics doivent être guidés par la volonté de construire un certain type de société. Elle s'oppose à l'individualisme qui, selon Friedrich Hayek dans La Route de la servitude, consiste à « reconnaître l'individu comme juge en dernier ressort de ses propres fins, [à] croire que dans la mesure du possible ses propres opinions doivent gouverner ses actes ».
Cette acception du mot constructivisme dans la pensée, entre autres, de Hayek diffère de l'acception épistémologique classique. Elle est par ailleurs avant tout d'ordre polémique, puisqu'elle peut s'appliquer à Hayek lui-même, qui voulait construire une «société de droit privé » (Privatrechtsgesellschaft), et pourrait donc être également taxé de constructivisme, selon la définition employée par les polémistes libéraux.

## Théoriciens
La notion de constructivisme se retrouve principalement chez Friedrich Hayek, théoricien de l'ordre spontané, et sert à qualifier tout régime qui affecte à la société entière un but collectif qui serait réalisé par des moyens politiques, en général associés à une conception scientiste, au nécessaire mépris de l'individu qui doit s'y plier. Pour Hayek, il trouve ses origines dans le cartésianisme et dans la pensée de certains philosophes des Lumières qui pensaient pouvoir appréhender les phénomènes sociaux comme les phénomènes physiques. Il fera ultérieurement de l'École Polytechnique la « source de l'orgueil scientiste » qui reproduit ce même schéma.
Pascal Salin reprend ce vocabulaire de Hayek dans son ouvrage Libéralisme et écrit ainsi : 

« L'attitude constructiviste consiste à penser que l'on peut « construire » une société selon ses propres vœux, qu'on peut la conduire comme on le ferait d'une quelconque machine. Or, parmi les constructivistes, on peut distinguer des conservateurs qui souhaitent maintenir la société telle qu'elle est et des réformistes qui souhaitent au contraire la modifier. Il serait par ailleurs erroné de placer nécessairement le conservatisme à droite et de voir des réformistes dans tout socialiste. En effet, dans un système aussi largement collectiviste que le système français, ce sont bien souvent les socialistes qui sont conservateurs, par exemple lorsqu'ils se déclarent en faveur du maintien des avantages acquis, lorsqu'ils luttent pour la défense de la Sécurité sociale ou défendent les services publics à la française. Par opposition, le libéral est, selon les propres termes de Friedrich Hayek, celui qui laisse faire le changement, même si on ne peut pas prévoir où il conduira. Il implique, par conséquent, une confiance dans les capacités des personnes à s'adapter continuellement à des conditions changeantes et toujours imprévisibles. Or, il n'est pas excessif de dire qu'en France, tout au moins dans l'univers politique, pratiquement tout le monde est constructiviste. Selon ses humeurs, ses préjugés, son niveau d'information ou le sens de ses propres intérêts, chacun s'efforcera soit de maintenir ce qui existe, soit au contraire de le modifier d'une manière plus conforme à ses propres souhaits. (...) Il en résulte évidemment une extrême politisation de la vie que traduit fortement le fameux thème du « tout est politique ». Or, rien n'est politique par nature, mais tout le devient dès lors que l'approche constructiviste est dominante. »